# Museo d'arte della Carolina del Nord
Il Museo d'arte della Carolina del Nord (North Carolina Museum of Art) è un museo statunitense sito a Raleigh, nello Stato della Carolina del Nord. Il 70% del suo budget viene da fondi raccolti dall'omonima fondazione privata che gestisce il museo.
Il museo ospita una collezione d'arte permanente che comprende, tra l'altro, 22 statue di Auguste Rodin. L'accesso alle collezioni permanenti è gratuito e sono organizzate, sempre gratuitamente, visite guidate. Il museo dispone inoltre di un anfiteatro all'aperto nel quale si tengono concerti ed altri eventi.

## Collezioni permanenti
- Africana;
- Americana;
- Americana antica;
- Egiziana;
- Classica;
- Europea;
- Contemporanea;
- Moderna;
- Giudaica;
- Rodin.

## Collezione europea
Costituisce il punto di forza del museo: dei 139 tra dipinti e sculture acquistate con lo stanziamento originario, 123 erano europei. Nel 1961 la Samuel H. Kress Foundation donò ulteriori 75 dipinti di scuole italiane, facendo della collezione una dei principali di tutti gli Stati Uniti. Sono raccolti principalmente dipinti, ma vi sono anche alcune sculture di primaria importanza. Il campus è il più grande parco d'arte museale del Nord America.

### Opere principali
- Giotto e aiuti, Polittico Peruzzi, 1318-1322 circa
- Pinturicchio, Madonna col Bambino leggente, 1494-1498 circa
- Cima da Conegliano, Madonna col Bambino, 1496-1499
- Raffaello, Miracolo di san Girolamo, 1502-1503 circa
- Tiziano (attribuzione) Adorazione del Bambino, 1507-1508 circa
- Il Pordenone, San Prosdocimo e san Pietro, 1515-1517 circa
- Perugino, Vergine dolente, 1520
- Perugino, San Giovanni evangelista dolente, 1520